# Сезон жіночої збірної України з футболу 2007
Сезон жіночої збірної України з футболу 2007 — 15-й сезон жіночої національної команди, що розпочався 9 травня відбірковим матчем до Чемпіонату Європи 2009 зі збірною Словаччини.
Протягом сезону команда провела 3 матчі — усі відбіркові. Тренерський штаб використав у цих іграх 18 футболісток.

## Матчі

### Словаччина 0:4 Україна
| 87. ЧЄ-2009 (кваліфікація) 9 травня 2007 19:00 UTC+2 |

| Словаччина | 0:4      | Україна                                                                  |
| ---------- | -------- | ------------------------------------------------------------------------ |
|            | Протокол | Віра Дятел 5' Людмила Пекур 16' Дарина Апанащенко 38' Олена Ходирєва 79' |

| Сенець, Національний тренувальний центр Арбітр: Палома Квінтеро Сілес |

### Україна 2:1 Шотландія
| 88. ЧЄ-2009 (кваліфікація) 30 травня 2007 19:00 UTC+2 |

| Україна                               | 2:1      | Шотландія         |
| ------------------------------------- | -------- | ----------------- |
| Наталія Зінченко 44' Тетяна Чорна 67' | Протокол | Джулі Флітінг 68' |

| Маріуполь, «Іллічівець» Арбітр: Снєжана Фокич |

### Україна 5:0 Словаччина
| 89. ЧЄ-2009 (кваліфікація) 20 червня 2007 19:00 UTC+2 |

| Україна                                                                                  | 5:0      | Словаччина |
| ---------------------------------------------------------------------------------------- | -------- | ---------- |
| Світлана Фрішко 2', 53' Наталія Зінченко 16' (пен.) Людмила Пекур 26' Олена Ходирєва 47' | Протокол |            |

| Маріуполь, «Іллічівець» Арбітр: Каролін Де Бок |

### Тренери
| Тренер         | І | В | Н | П | МЗ | МП | О |
| -------------- | - | - | - | - | -- | -- | - |
| Анатолій Куцев | 3 | 3 | 0 | 0 | 11 | 1  | 9 |

## Статистика

### Склад команди
| №            | Гравець            | Клуб (у 2011) | Дата народження | Вік      | Ігор     | Голів    |          |
| Воротарі     | Воротарі           | Воротарі      | Воротарі        | Воротарі | Воротарі | Воротарі | Воротарі |
| ------------ | ------------------ | ------------- | --------------- | -------- | -------- | -------- | -------- |
|              | Ірина Зварич       | «Росіянка»    | 8 травня 1983   | 24       | 2        | 1п       |          |
|              | Надія Баранова     | «Зірка»       | 5 липня 1983    | 24       | 1        | 0п       |          |
|              | Вероніка Шульга    | «Надєжда»     | 27 квітня 1981  | 26       | 1        | 0п       |          |
| Захисники    |                    |               |                 |          |          |          |          |
|              | Олена Ходирєва     | «Зірка»       | 19 травня 1981  | 26       | 3        | 2        |          |
|              | Валентина Котик    | «Надєжда»     | 8 січня 1978    | 29       | 3        | 0        |          |
|              | Алла Лишафай       | «Зірка»       | 24 грудня 1983  | 24       | 3        | 0        |          |
|              | Тетяна Чорна       | «Зірка»       | 25 лютого 1981  | 26       | 2        | 1        |          |
|              | Олена Мазуренко    | «Нюрнберг»    | 24 жовтня 1969  | 38       | 2        | 0        |          |
|              | Марина Масальська  | «Житлобуд-1»  | 17 травня 1985  | 22       | 2        | 0        |          |
| Півзахисники |                    |               |                 |          |          |          |          |
|              | Людмила Пекур      | «Росіянка»    | 6 січня 1981    | 26       | 3        | 2        |          |
|              | Наталія Зінченко   | «Зірка»       | 3 жовтня 1979   | 28       | 3        | 2        |          |
|              | Дарина Апанащенко  | «Рязань-ВДВ»  | 16 травня 1986  | 21       | 3        | 1        |          |
|              | Віра Дятел         | «Житлобуд-1»  | 3 березня 1984  | 23       | 3        | 1        |          |
|              | Людмила Лемешко    | «Рязань-ВДВ»  | 11 грудня 1979  | 28       | 3        | 0        |          |
|              | Наталя Сухорукова  | «Житлобуд-1»  | 16 жовтня 1975  | 32       | 3        | 0        |          |
|              | Дарина Мільчевська | «Легенда»     | 9 травня 1982   | 25       | 1        | 0        |          |
|              | Світлана Ванюшкіна | «Нафтохімік»  | 13 березня 1987 | 20       | 1        | 0        |          |
| Нападники    |                    |               |                 |          |          |          |          |
|              | Світлана Фрішко    | «Надєжда»     | 15 березня 1976 | 31       | 3        | 2        |          |
|              |                    |               |                 |          |          |          |          |

### Баланс матчів
| За полями            |   |   |   |   |    |    |   |
| Поле                 | І | В | Н | П | МЗ | МП | О |
| Власне               | 2 | 2 | 0 | 0 | 7  | 1  | 6 |
| Чуже                 | 1 | 1 | 0 | 0 | 4  | 0  | 3 |
| За турнірами         |   |   |   |   |    |    |   |
| Турнір               | І | В | Н | П | МЗ | МП | О |
| Кваліфікація ЧЄ-2009 | 3 | 3 | 0 | 0 | 11 | 1  | 9 |
| Товариські матчі     | 0 | 0 | 0 | 0 | 0  | 0  | 0 |
| Всього               | 3 | 3 | 0 | 0 | 11 | 1  | 9 |